# Stenanthemum newbeyi
Stenanthemum newbeyi är en brakvedsväxtart som beskrevs av B.L. Rye. Stenanthemum newbeyi ingår i släktet Stenanthemum och familjen brakvedsväxter. Inga underarter finns listade i Catalogue of Life.